# Inowrocław
Inowrocław (Duits: Inowraclaw of Inowrazlaw, 1904-1920/1939-1945 Hohensalza) is een stad in het Poolse woiwodschap Koejavië-Pommeren, gelegen in de powiat Inowrocławski. De oppervlakte bedraagt 30,42 km², het inwonertal 72.561 (2019). Belangrijke bezienswaardigheden in de stad zijn de deels uit veldstenen en deels uit bakstenen gebouwde Mariabasiliek uit de 12e eeuw en de zoutsanatoria in het kuurpark, waar zich ook een kas met palmbomen en andere tropische planten bevindt.

## Geschiedenis
Inowrocław, gelegen in Koejavië, kreeg rond 1238 stadsrechten gebaseerd op het Maagdenburgs Recht. Van de 14e eeuw tot 1772 was het de hoofdplaats van de woiwodschap Inowrocław, binnen het Poolse koninkrijk. In de Eerste Poolse Deling (1772) werd de stad als deel van het Netzedistrict geannexeerd door Pruisen. Na het Congres van Wenen (1815) behoorde de stad tot de provincie Posen. De oorspronkelijke Duitse naam Inowrazlaw werd in 1904 gewijzigd in het Duitser klinkende Hohensalza. Met het in werking treden van het Verdrag van Versailles werd de stad in 1920 weer Pools. Van 1939 tot 1945 was ze wederom Duits en behoorde ze tot de rijksgouw Wartheland. De Sovjets namen Inowrocław in 1945 in en gaven de stad terug aan Polen.

## Zoutmijnen
De stad staat vooral bekend om haar zoutwallen. Het zout wordt gewonnen op het Inowrocław Plateau op 4500 tot 6000 meter diepte. Deze zoutbedden zijn de overblijfselen van de Cechsztyńskie Zee, die er 210 miljoen jaar geleden lag. De zoutwinning begon in de 19e eeuw onder leiding van baron Karl von Oeynhausen.
In 1872 werd het Koninklijke Zoutbron Instituut gesticht, het jaar daarop werd begonnen met de Saline Zoutfabriek. In 1884 begon de Kroonprins, een staatsmijn, de zoutproductie, gevolgd door een private mijn van Grundman in 1894.
Door slecht mijnen ontstonden er echter problemen met de zoutbedden waardoor de stad vooral tussen 1907-1917 last kreeg van karst. De inzakkingen die dit tot gevolg had, waren soms enkele tientallen meters en hadden in totaal een oppervlakte van meer dan 2000 vierkante meter.
Het meest dramatische moment was de instorting van een muur in de nieuwe kerk Aankondiging van de Maagd Maria op 9 april 1909. De Pruisische autoriteiten bestemden een gebied van 155 hectare in het stadscentrum als onveilig voor ontwikkeling. Dit leidde echter niet tot de verwachte rust en veel investeringskapitaal werd teruggetrokken en de rijke burgers van Inowrocław verhuisden naar andere steden.
Door de catastrofes werd het stadsbeeld danig aangetast. De harmonie die bereikt was, werd ruw verstoord. De gevolgen voor de stadsbouw zijn op de dag van vandaag nog te zien.
In 1923 werd een nieuwe mijn geopend, de Solno, gevolgd door de Solno II tussen 1960-1964 en de Solno III in 1972-1977. De gevaren bleven echter en dit leidde in 1984 tot de beslissing om de zoutwinning te stoppen. De mijnen werden volgestopt met pekel en sodiumhydroxide. De zoutwinning werd verplaatst naar nieuwe mijnen in Góra en Przyjma, dicht bij Mogilno.
Door de zoutmijnen is Inowrocław een belangrijk kuuroord en zijn er veel sanatoria in en rond Inowrocław gelegen.

## Sport en recreatie
- Er zijn twee basketbalclubs. SSA Notec en Sportino. Beiden hebben op het hoogste landelijke niveau gespeeld.
- Er zijn twee voetbalclubs: Coplania en Cuiavia. Beiden zijn actief in de IIIe Liga
- Door deze plaats loopt de Europese wandelroute E11. De E11 loopt van Den Haag naar het oosten, op dit moment de grens Polen/Litouwen. Ter plaatse komt de route van het zuidoost vanaf Sikorowo, maakt een tour door het centrum en vervolgt in oostelijke richting naar Turzany.

## Afbeeldingen

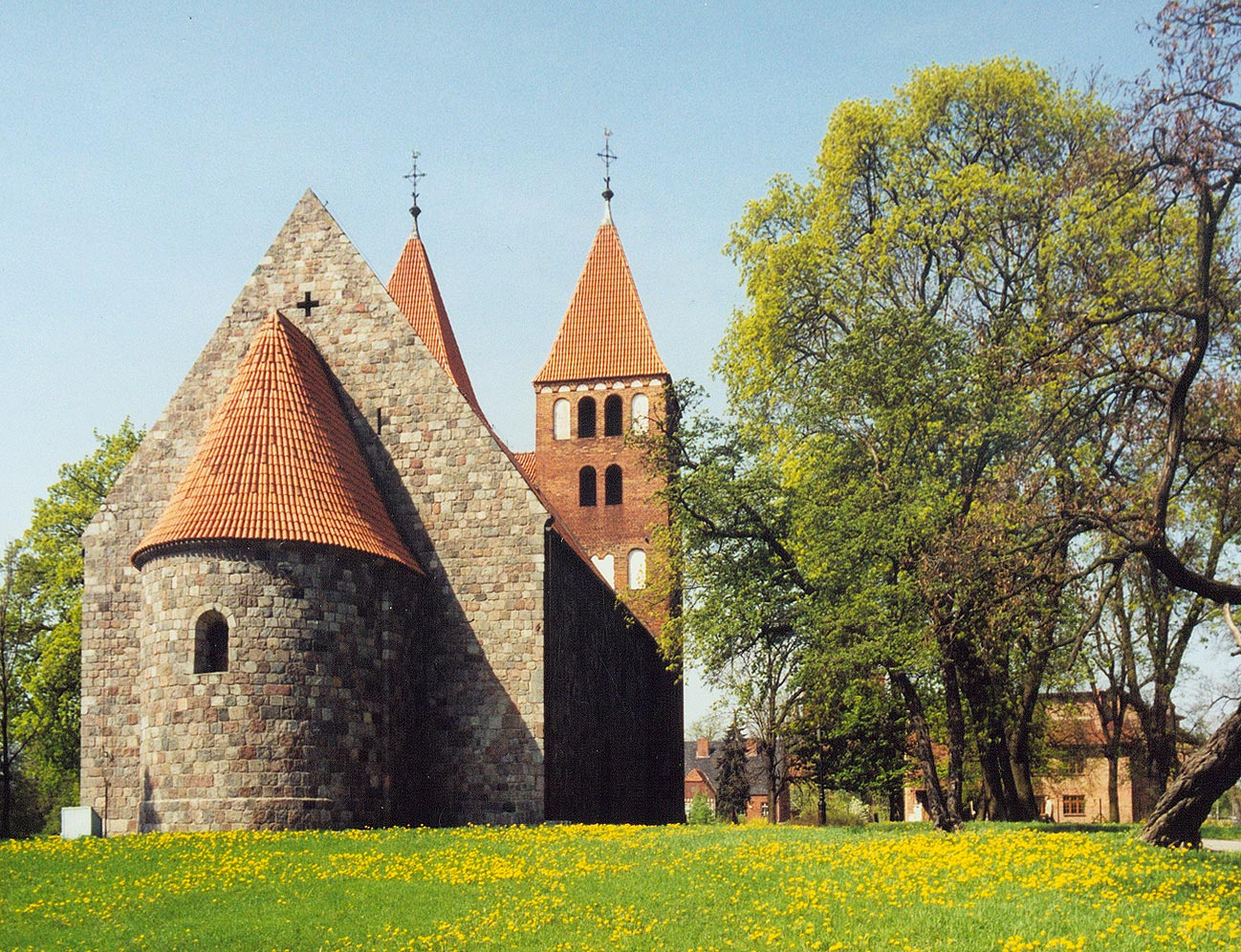
De Mariabasiliek uit de 12e eeuw
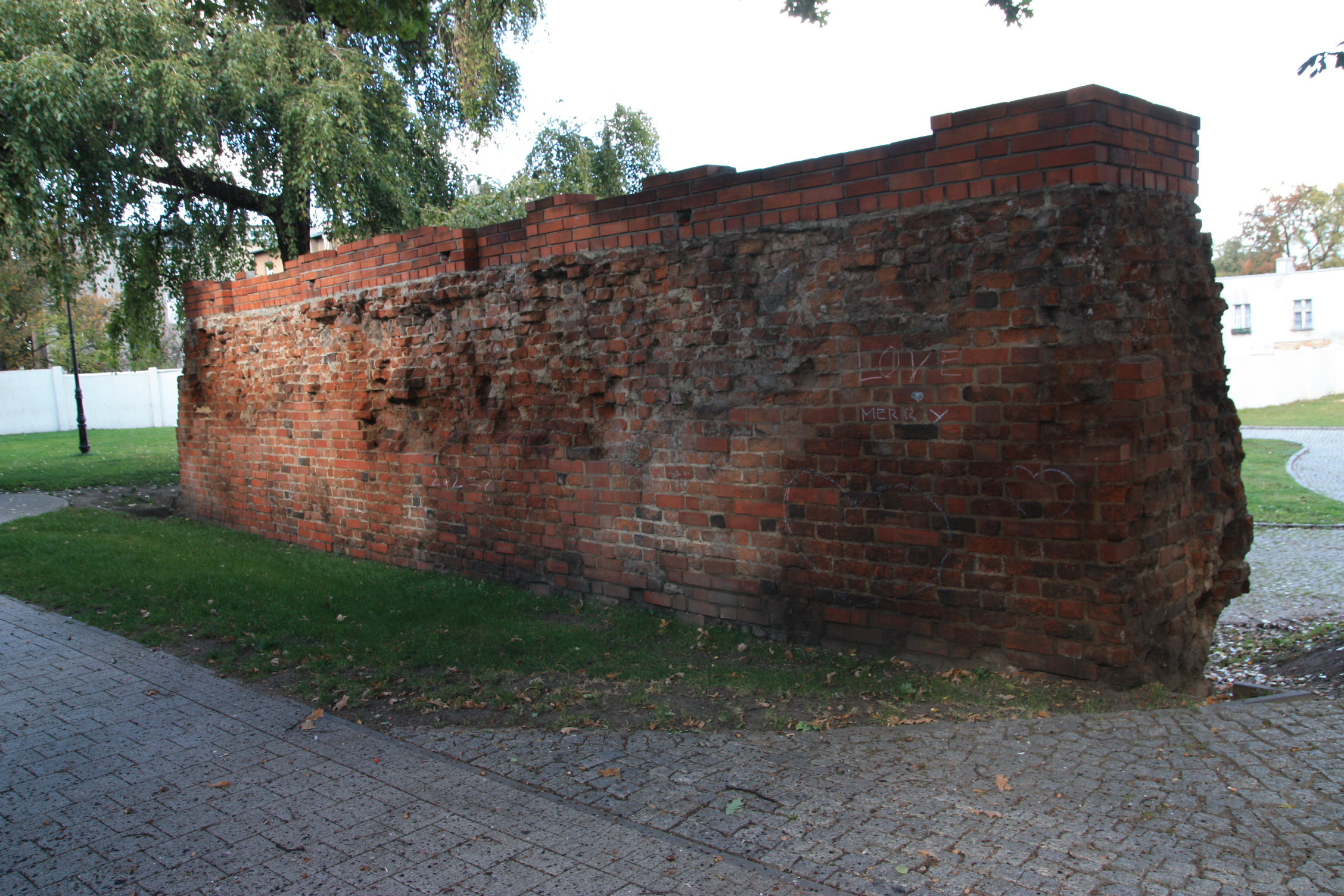
Een stuk stadmuur in de stad
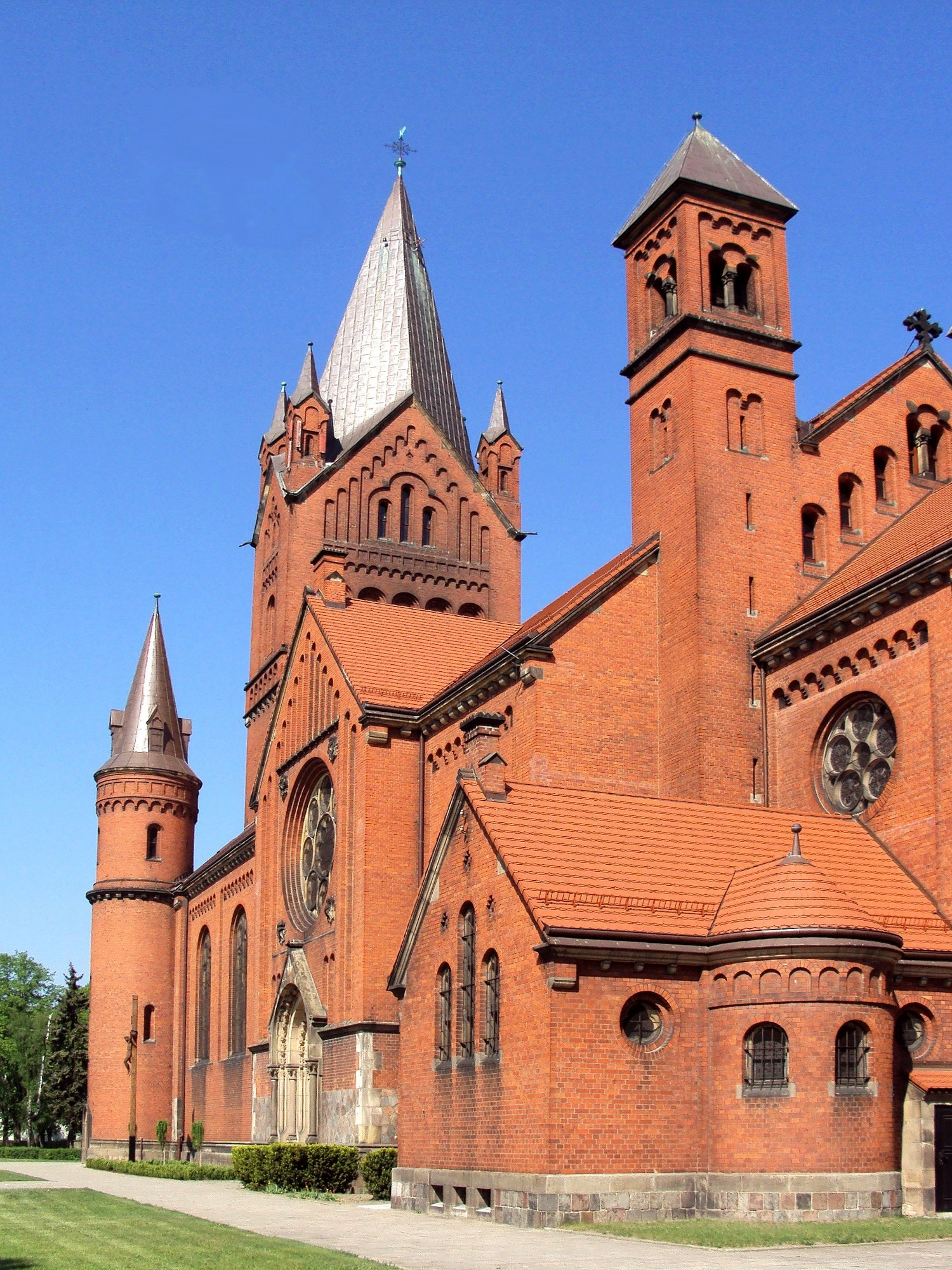
Kerk van de aankondiging van Maria
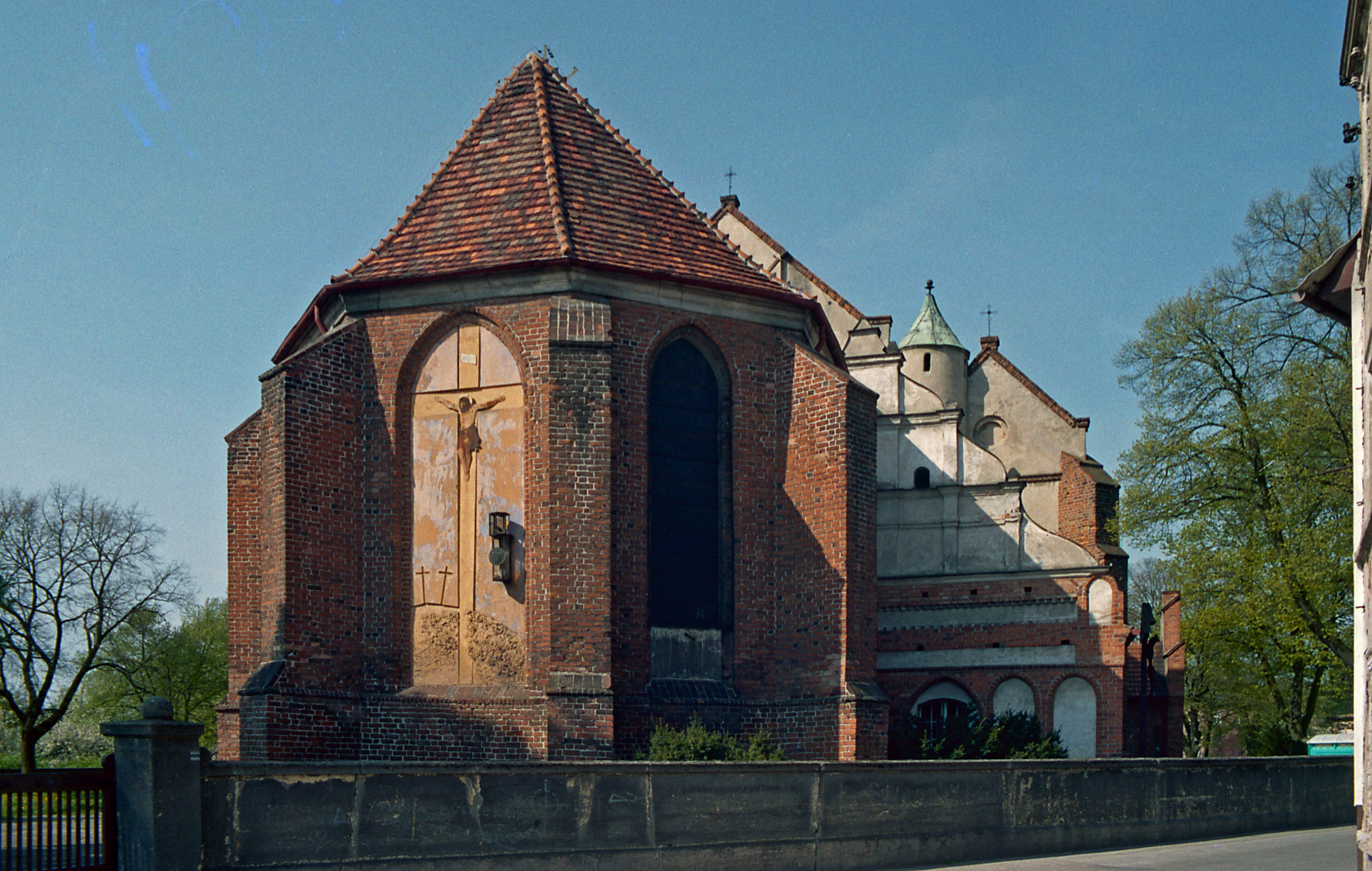
Sint-Nicolaaskerk
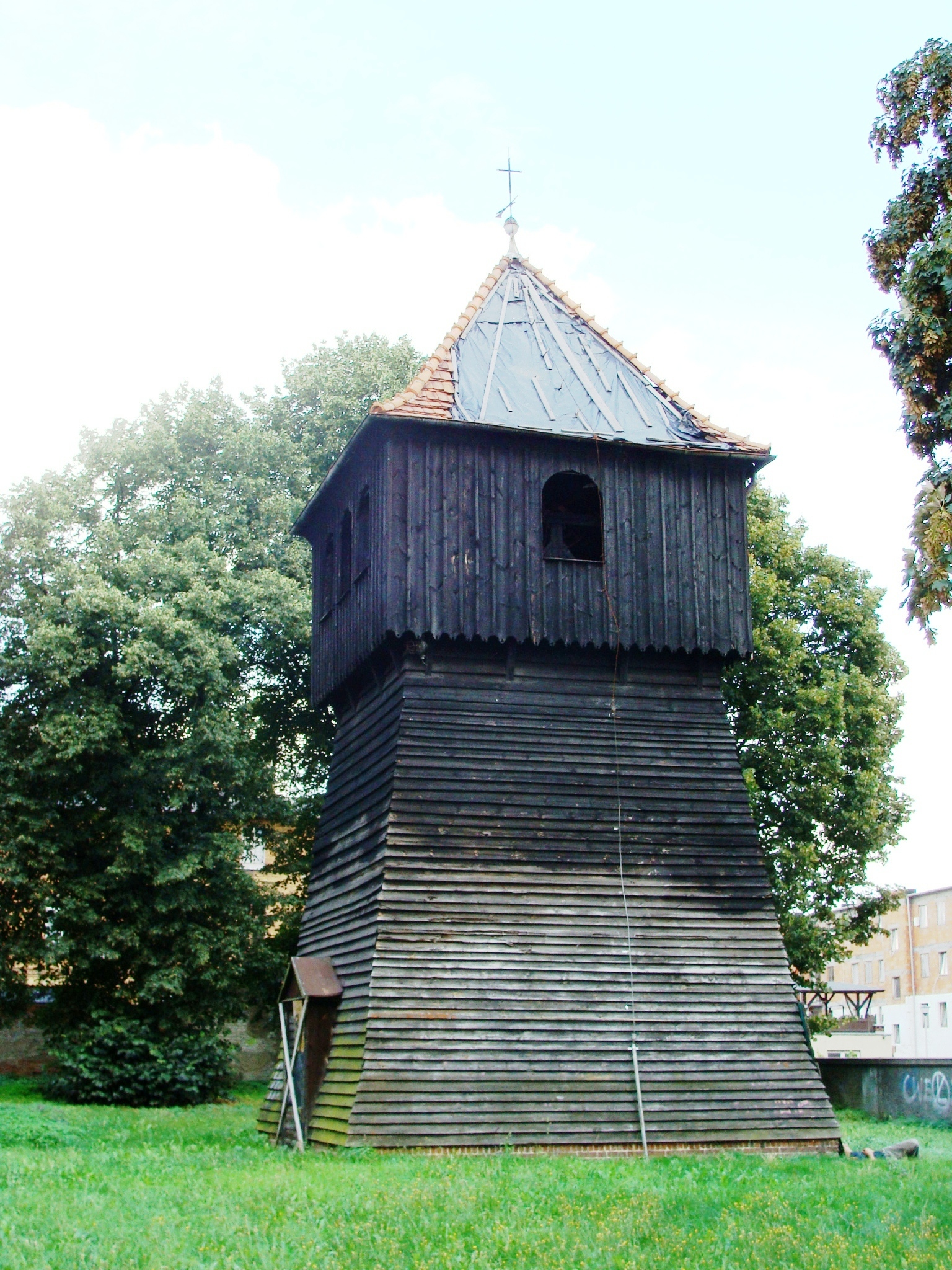
Houten kerktoren van de Sint-Nicolaaskerk
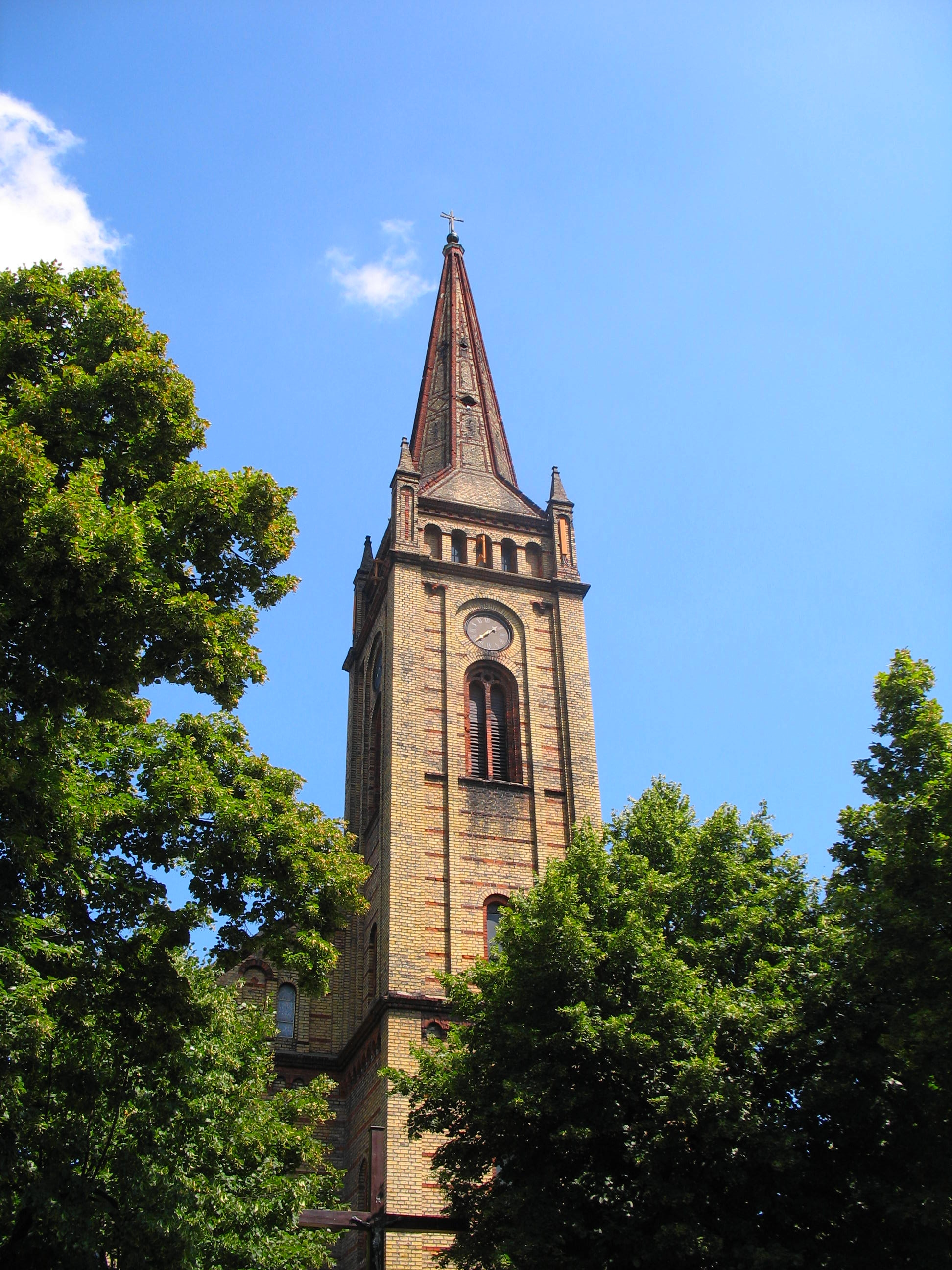
Toren van de heilige kruiskerk
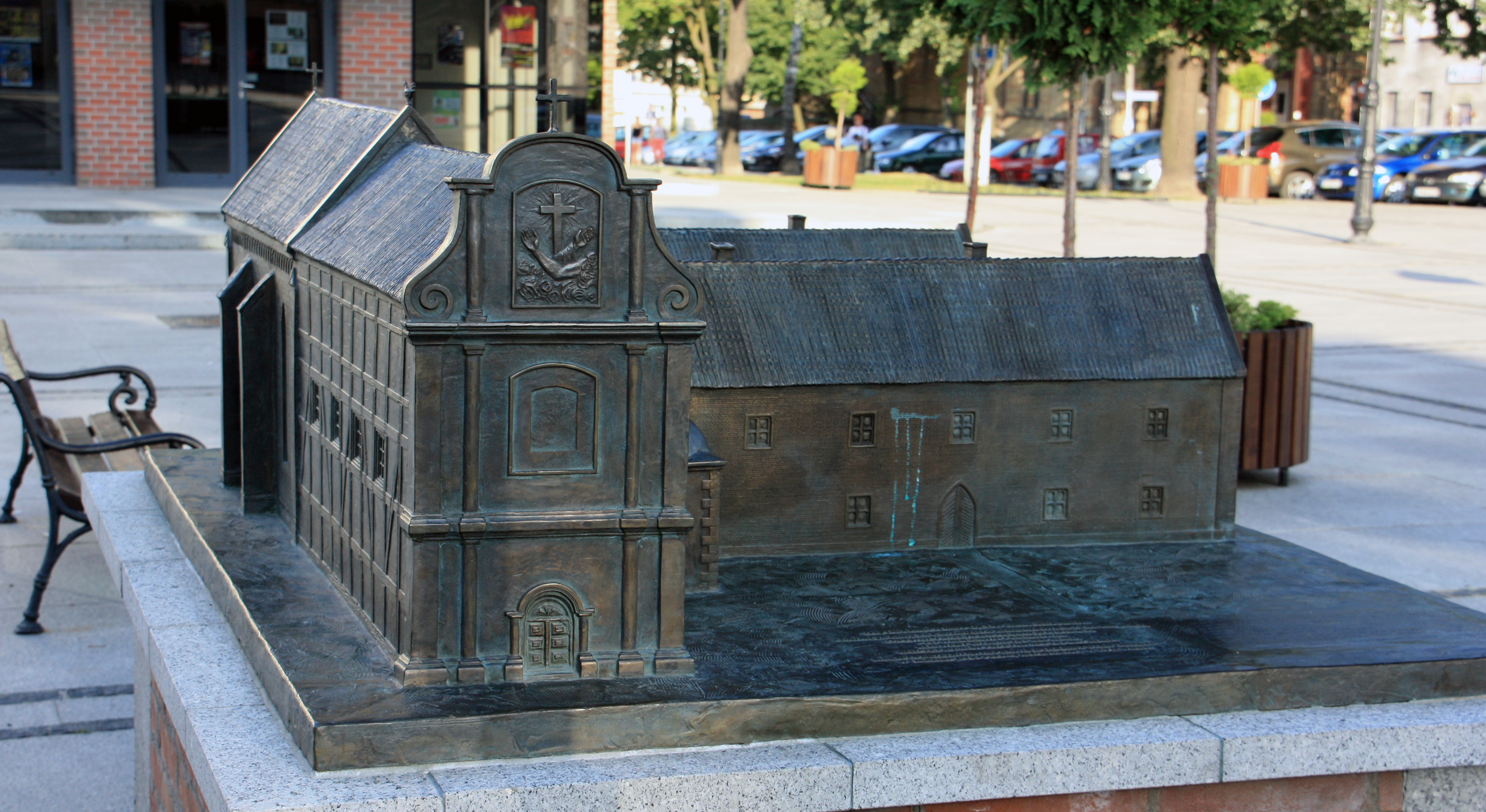
Maquette van het historische franciscanerklooster
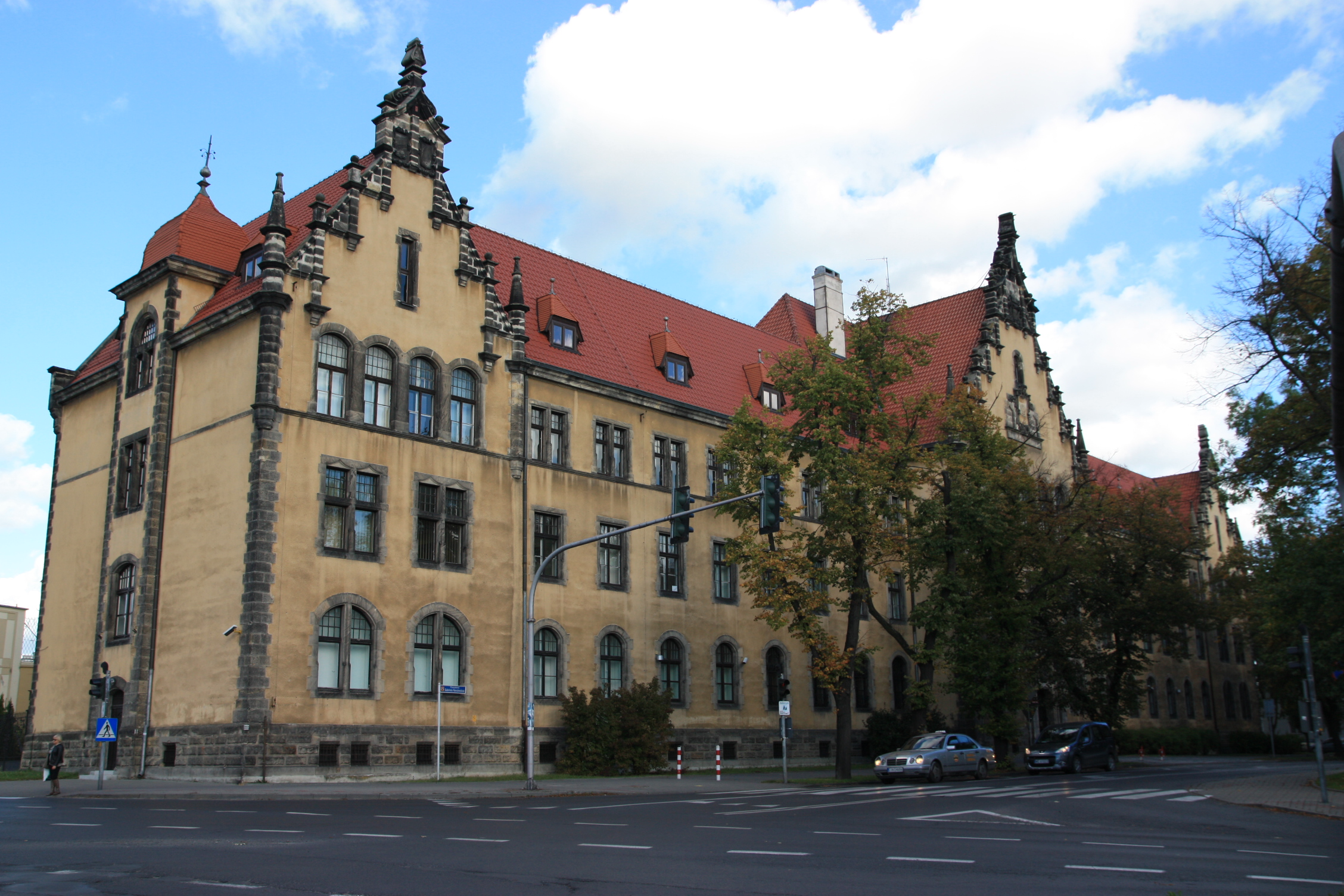
Rechtbank in de stad
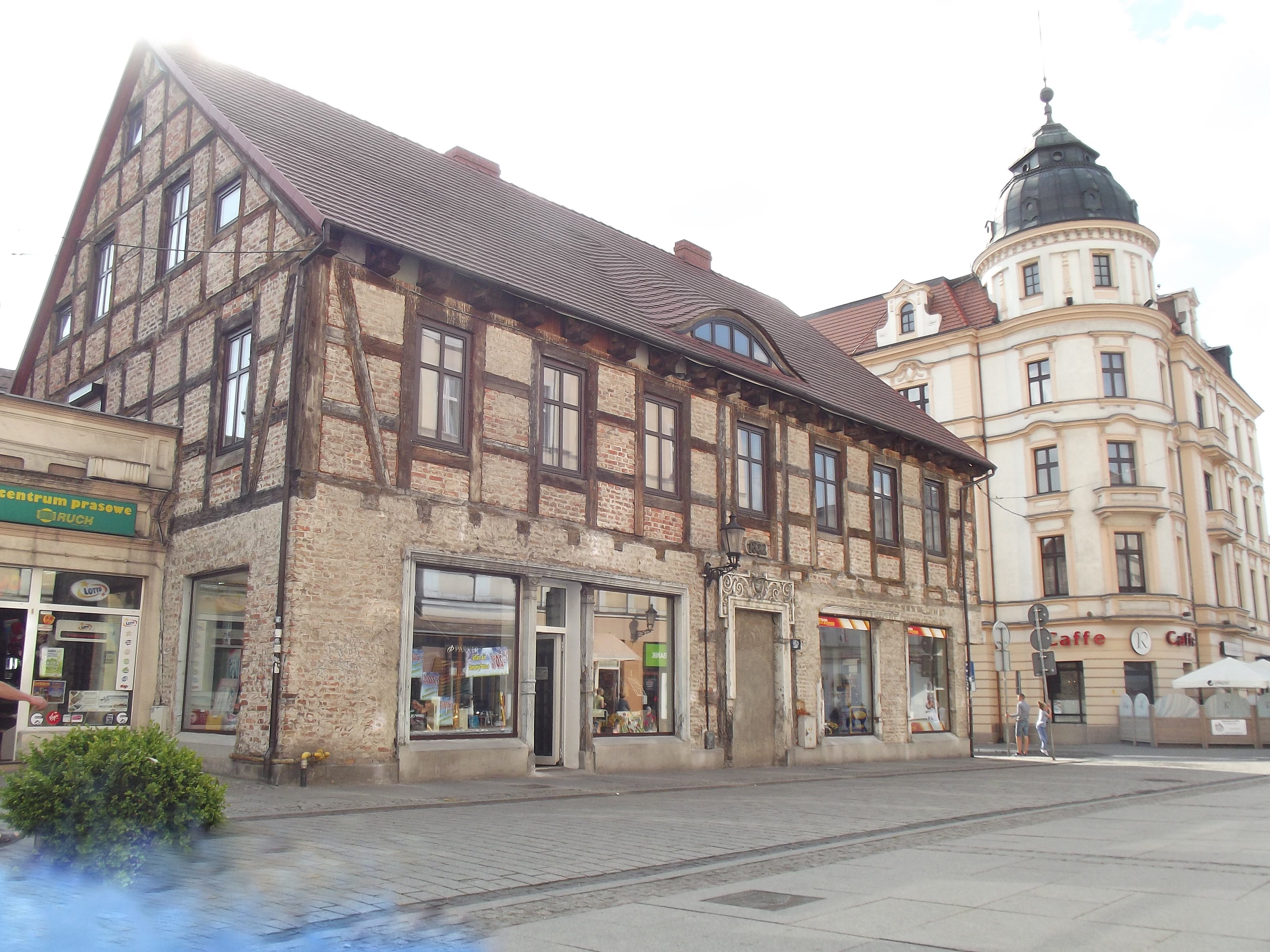
Het Hotel Bast en een naastgelegen vakwerkgebouw
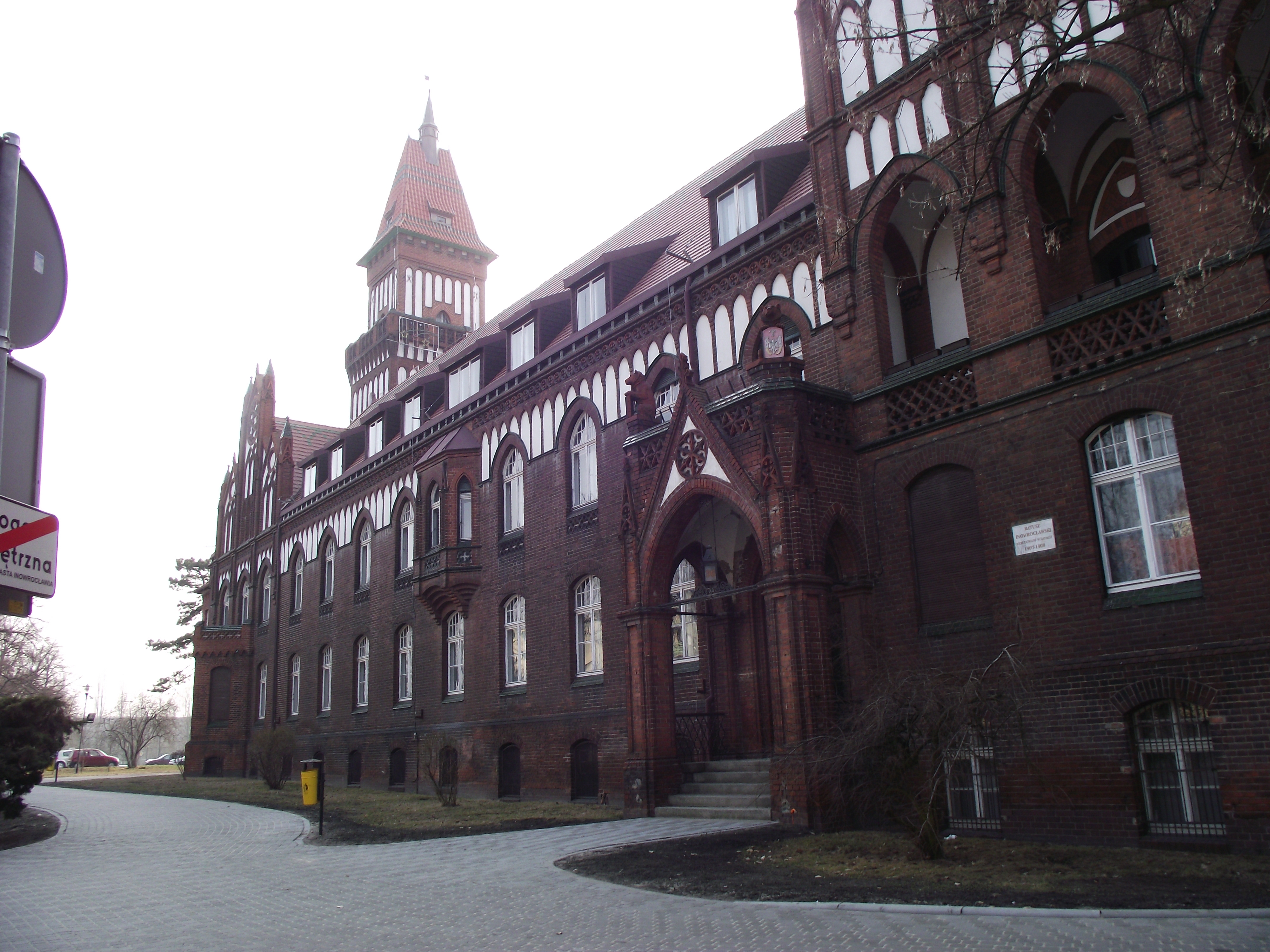
Stadhuis van Inowrocław / Hohensalza
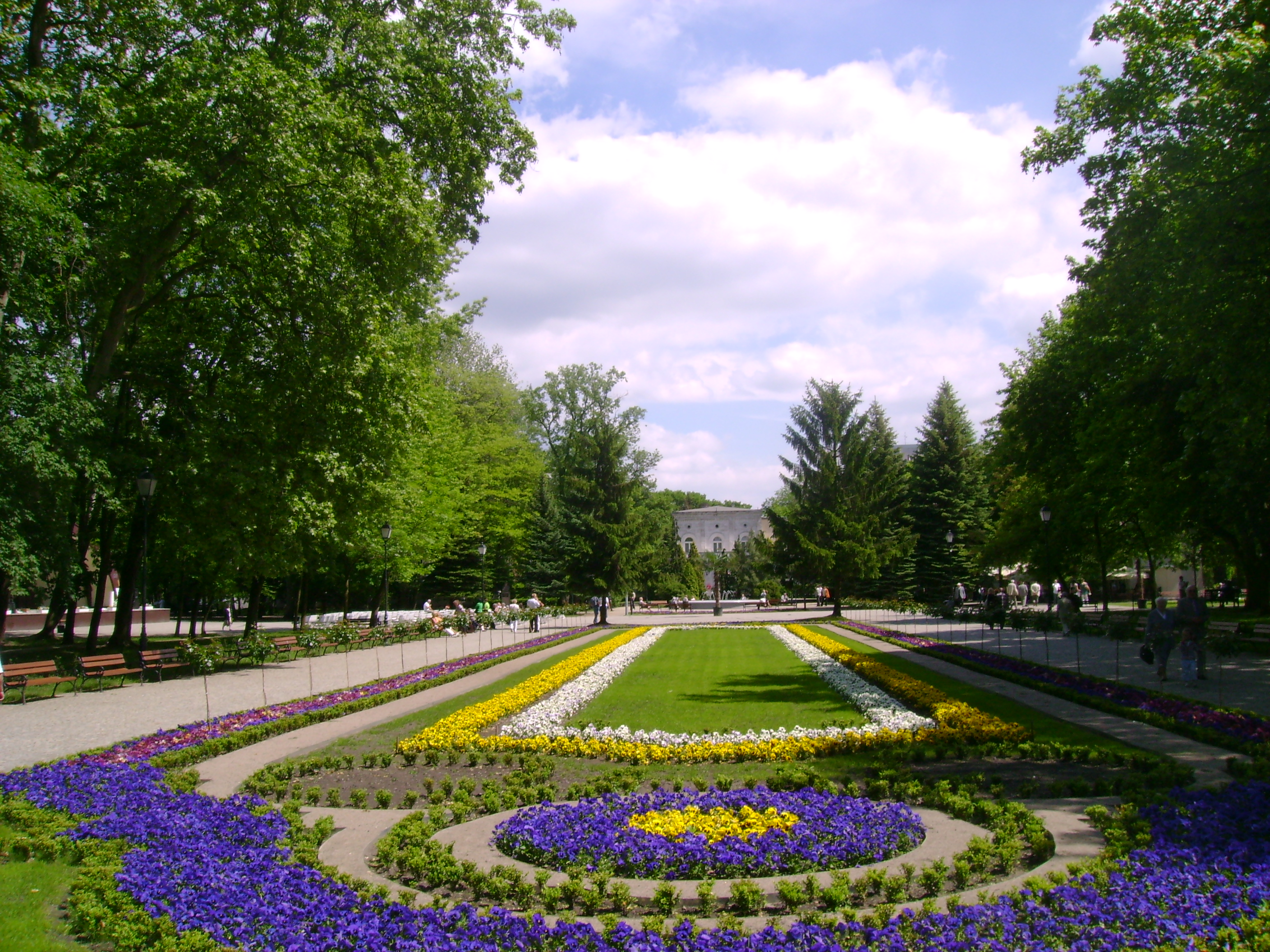
Het kuurpark van Inowrocław / Hohensalza
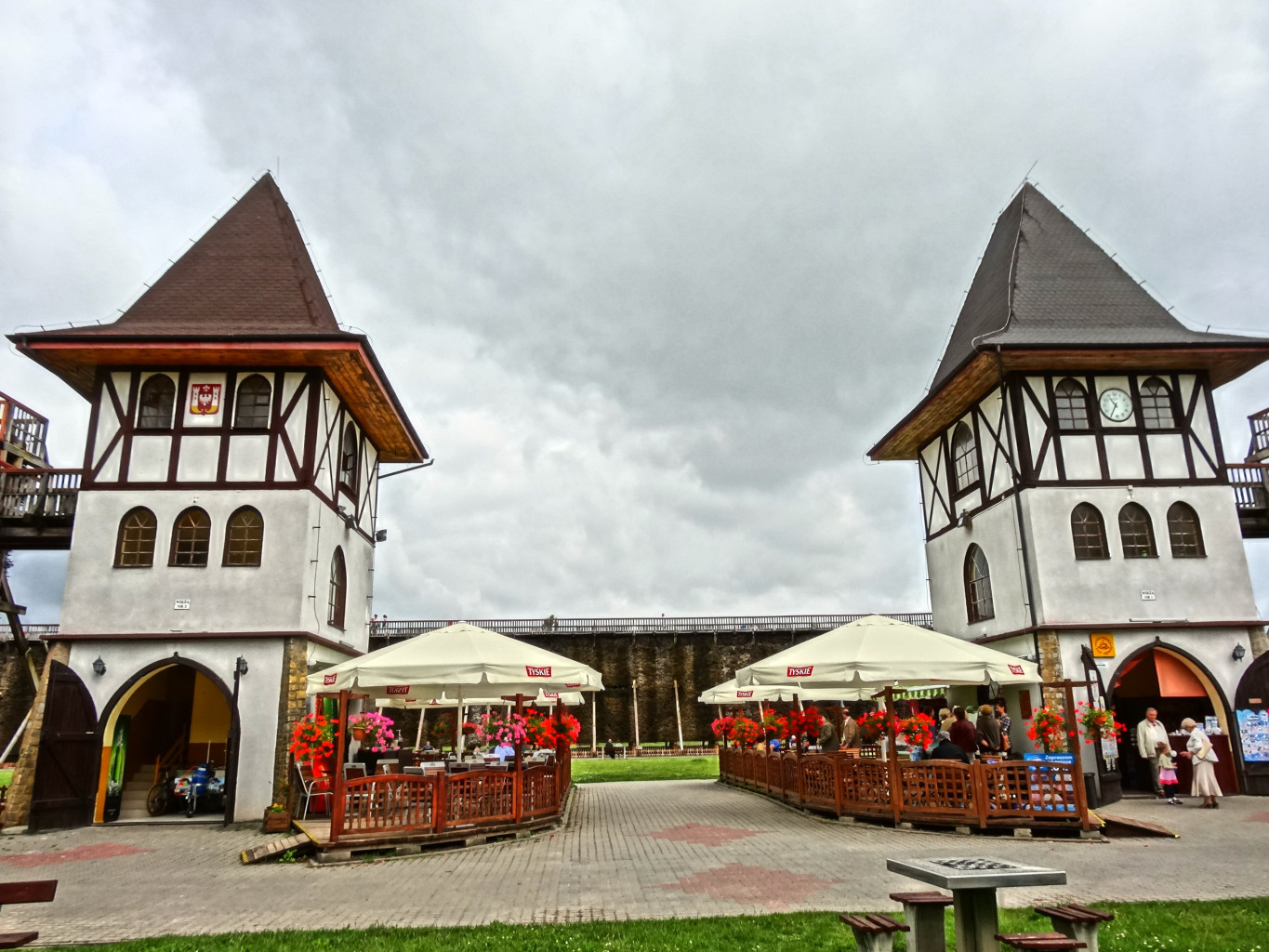
Poortgebouwen aan het begin van het kuuroord

## Geboren in Inowrocław
- Jan Kasprowicz (1860-1926), auteur
- Hans Jeschonnek (1899-1943), militair
- Józef Glemp (1929-2013), kardinaal
- Tomasz Radzinski (1973), voetballer
- Catya Laszkiewicz (1979), psychotherapeut

Stadsdistricten:
Bydgoszcz · Grudziądz · Toruń · Włocławek

Districten:
Aleksandrów · Brodnica · Bydgoszcz · Chełmno · Golub-Dobrzyń · Grudziądz · Inowrocław · Lipno · Mogilno · Nakło · Radziejów · Rypin · Sępólno · Świecie · Toruń · Tuchola · Wąbrzeźno · Włocławek · Żnin

Grootste steden:
Brodnica · Bydgoszcz · Chełmno · Chełmża · Grudziądz · Inowrocław · Nakło nad Notecią · Rypin · Solec Kujawski · Świecie · Toruń · Włocławek